# 원성왕후
원성왕후 김씨(元成王后 金氏, ? ~ 1028년 8월 15일(음력 7월 22일)) 또는 원성왕태후(元成王太后)는 고려 현종의 왕비이며, 덕종과 정종의 어머니이다.

## 생애
본관은 안산으로, 아버지는 김은부이며 어머니는 인천 이씨 이허겸의 딸이다. 훗날 주요 외척으로서 큰 권력을 누리는 이자연은 그녀와 외사촌이 된다. 1011년(현종 2년) 음력 1월 거란의 침입으로 전라도 나주로 피난을 갔던 현종이 개경으로 돌아오던 길에, 공주에서 당시 절도사로 있던 김은부의 집에서 하룻밤을 묵게 되었다. 이때 김은부의 첫째 딸이 현종의 의복을 지었는데, 이것이 인연이 되어 현종이 왕비로 책봉하니 곧 원성왕후이다. 또 훗날 그녀의 두 동생도 각각 원혜왕후와 원평왕후가 되었다.
《고려사》〈열전〉의 후비전에는 1011년(현종 2년) 음력 2월에 입궁하여 연경원주(延慶院主)의 호를 받았다고만 되어있으나, 《고려사》〈세가〉에는 입궁 후 그저 궁인 김씨로만 불리다가 1016년(현종 7년) 장남 왕흠(훗날의 덕종)을 낳은 후에 연경원을 하사받은 것으로 기록되어 있다. 1018년(현종 9년) 음력 7월 차남 왕형(훗날의 정종)을 낳으면서 연경궁주(延慶宮主)로 호가 올라가고 예물을 받았다. 이후 1022년(현종 13년)에 정식으로 왕비에 책봉되었으며, 1027년(현종 18년) 음력 9월 장경궁을 하사받았다. 이듬해인 1028년(현종 19년) 음력 7월 22일에 사망하여 명릉에 장사지내고, 태묘 현종묘에 부제되었다.
덕종 즉위 후 왕태후에 추존되었고, 이후 여러 차례에 걸쳐 시호가 가상되어 원성용의공혜영목양덕신절순성자성광선왕태후(元成容懿恭惠英穆良德信節順聖慈聖廣宣王太后)가 되었다. 남편 현종과의 사이에서 2남 2녀를 낳았다.

## 가족 관계
- 조부 : 김긍필(金肯弼)
  - 아버지 : 김은부(金殷傅, ?~1017년)
- 외조부 : 이허겸(李許謙, 생몰년 미상)
  - 어머니 : 안산군대부인(安山郡大夫人, 생몰년 미상)[4]
    - 남편 : 고려 제8대 현종(顯宗, 992년~1031년, 재위:1009년~1031년)
      - 장남 : 고려 제9대 덕종(德宗, 1016년~1034년, 재위:1031년~1034년)
      - 차남 : 고려 제10대 정종(靖宗, 1018년~1046년, 재위:1034년~1046년)
      - 장녀 : 문종의 제1비 인평왕후(仁平王后, 생몰년 미상)
      - 차녀 : 경숙공주(景肅公主, 생몰년 미상)

    - 동생 : 현종의 제4비 원혜왕후(元惠王后, ?~1022년)
      - 조카, 사위 : 고려 제11대 문종(文宗, 1019년~1083년, 재위:1046년~1083년)

    - 동생 : 현종의 제7비 원평왕후(元平王后, ?~1025년)
      - 조카 : 효경공주(孝敬公主, 생몰년 미상)

## 원성왕후가 등장한 작품
- 《천추태후》 (KBS, 2009년~2009년, 배우:정한비)
- 《고려 거란 전쟁》 (KBS, 2023년~2024년, 배우:하승리)

## 참고 자료
- 《고려사》〈열전〉후비전